# Черемха (Подляское воеводство)
Черемха (пол. Czeremcha) — деревня в Хайнувском повете Подляского воеводства Польши. Административный центр гмины Черемха. По оценочным данным Главного статистического управления Польши (GUS) в 2015 году население деревни составляло 2352 человека.

## География
Деревня расположена на северо-востоке Польши, вблизи государственной границы с Белоруссией, на левом берегу реки Нужец, на расстоянии приблизительно 29 километров к юго-западу от города Хайнувка, административного центра повета. Абсолютная высота — 176 метров над уровнем моря. К западу от Черемхи проходит национальная автодорога 66.

## История
Деревня была основана в 1906 году, как населённый пункт при одноимённой железнодорожной станции, построенной на пересечении линий Волковыск — Седльце и Брест — Белосток.
В период с 1975 по 1998 годы Черемха входила в состав Белостокского воеводства.